# 漢固郡
漢固郡，中国十六国成汉时设置的郡。
成汉在梁州置漢固郡，治所不详，在汉中郡附近。李雄在位时，梓潼郡、建平郡、汉固郡三郡蛮巴曾经归降于石勒。李寿在位时，以建宁郡、上庸郡、汉固郡、巴征郡、梓潼郡五郡降于石虎。东晋灭亡成汉后，废除漢固郡。